# Костел і монастир бернардинів (Лешнів)
Костел Святого Матвія і монастир бернардинів у Лешневі — комплекс будівель оборонного монастиря в с. Лешнів Золочівського району Львівської області.

## Історія
Каштелян (управитель) белзький Мацей Лешньовський утримував бернардинів у своїх військових відділах як капеланів. У 1627 році він заснував містечко Лешнів і того ж року заклав у ньому мурований бернардинський костел та дерев'яний тимчасовий храм, який мав діяти до зведення костелу, будівництво якого почалося лише 1629 року за проектом архітектора Яна Вольфа. Одночасно поруч із майбутнім костелом, біля північно-східної стіни міських укріплень бернардини почали спорудження дерев'яного кляштора (монастиря). Для будівництва величного мурованого костелу Лешньовський мав видати фундаційний привілей, проте він зміг це зробити лише 1637 року. За фундушовим записом для майбутнього монастиря і костелу у Лешневі виділялася значна ділянка землі, близько 210×118 м (майже 2,5 га), на якій, окрім монастиря мали розміщуватися цвинтар для поховання «убогих людей», господарські приміщення та городи монастиря. Також Мацей Лешньовський як фундатор брав на себе зобов'язання фінансувати спорудження мурованих храму та кляштору замість дерев'яних, оздоблення костелу та всі інші пов'язані з цим витрати, а у випадку, якщо він помре до завершення будівництва, його нащадки мали б передати монастиреві 4 тисячі злотих. Окремо були виділені 500 злотих на купівлю церковних книг. Нащадки Лешньовського також мали щороку видавати бернардинському монастирю певну кількість продуктів, бакалії, сіна, худоби та інших товарів. Бернардинці отримали право ловити рибу у річці Слонві, безкоштовно молоти зерно на млині, випасати худобу на прилеглих луках. Задля «спокійнішої служби Божої» навіть змінили траєкторію старовинного торгового шляху з Бродів до Берестечка, який первісно пролягав повз новостворений монастир. Віддячуючи за таку велику пожертву, бернардини того ж, 1637 року освятили костел на честь святого Матвія — адже святий Матвій (пол. Maciej) був покровителем (патроном) фундатора костелу, Мацея Лешньовського.
У 1648 році під час Хмельниччини монастир пограбували та спалили українські повстанці, загинуло троє ченців, решта змогли втекти. Невдовзі завдяки впливовим покровителям монастир, від якого лишилися самі мури, почав відбудовуватися, проте цьому процесу значно заважали постійні турецько-татарські набіги. У 1680 році будову костелу завершили, проте наступного, 1681 року сталася велика пожежа, яка вщент знищила храм. На згарищі вчергове почали будувати новий костел, який зрештою освятили разом із монастирем у 1697 році. Тоді ж при новозбудованому монастирі починає діяти студія риторики
У 1772 році населення бернардинського монастиря в Лешневі складалося з 10 капеланів, 3 кліриків і 2 монахів. У 1801 році костел Святого Матвія пережив чергову пожежу, яка призвела до нових руйнувань.
У XIX ст. костел використовувався як парафіяльний, його парафія включала в себе 6 сіл, де мешкало близько 1300 вірян. Під час пожежі 12 квітня 1881 року згорів та обвалився дах монастиря та костелу, а 1884 році — знищені дах та вікна святині, а також значно пошкоджені фундаменти. У 1901 році розпочався масштабний ремонт: фундаменти скріплено анкерами, поштукатурено зовнішній фасад та дах накрито бляхою. Через два роки помальовано пресбітерій та пересунуто головний вівтар на три метри у бік апсиди. У 1904 році бляхою накрита будівля монастиря, а 1907 року «відновлено фронт костелу» та замінені вікна. 1909 року відновлено розпис храму.
Під час Першої світової та польсько-української воєн костел зазнав значних ушкоджень. Так, у 1914—1915 роках через потрапляння артилерійського снаряда був пошкоджений дах споруди, а під час відступу у 1918—1919 роках українське військо підірвало склади боєприпасів, які містилися під стінами монастиря, що призвело до значних пошкоджень будівель монастиря та дзвіниці костелу.
У міжвоєнний період, протягом 1921—1926 років, за керівництвом о. Мансвета Майкута, відбулися ремонтно-відновлювальні роботи, під час яких відбудували дзвіницю, зруйновану під час війни, поштукатурено будівлі костелу та монастиря, замінено покрівлю даху, споруджено малу храмову вежу. Монастир із костелом Святого Матвія перейшов у підпорядкування ордену францисканців. У 1936—1938 роках відновлені склепіння костелу.
Під час Другої світової війни Лешнів опинився на лінії фронту. З містечка було евакуйовано населення. Ця обставина та інші події (у тому числі й антирелігійна політика радянської влади) призвели до того, що в зазначений період приміщення монастиря приходить у стан повного занепаду, а 1976 року його було остаточно розібрано. Костел Святого Матвія перестав використовуватися з 1942 року, втім, біля його стін продовжували проводитися богослужіння, останнє з яких відбулося у 1945 році.

## Сучасний стан
З усіх будівель монастиря уцілів лише костел, а й він перебуває в аварійному стані. Стіни вже розсікли глибокі тріщини, що свідчить про критичний стан будівлі. Регрес триває, чому сприяє коріння маленького «лісу», що розростається в верхній частині костелу. Мало що зберіглося і в інтер'єрі храму, хоча місцями вціліли фрагменти ліпнини та розписів храму.
Восени 2016 року «чорні археологи» розкопали у криптах костелу поховання ченців і розкидали їхні кістки по руїнах колишнього храму.
У червні 2019 року внаслідок несприятливих погодних умов впала верхня частина бані, що увінчувалася хрестом — сиґнатурка. У 2022 році коштом мешканців села та за допомогою майстрів з Луцька баню костелу відновили згідно старих фотографій.
У листопаді 2020 року костел Святого Матвія отримав статус щойно виявленої пам'ятки архітектури.

## Галерея

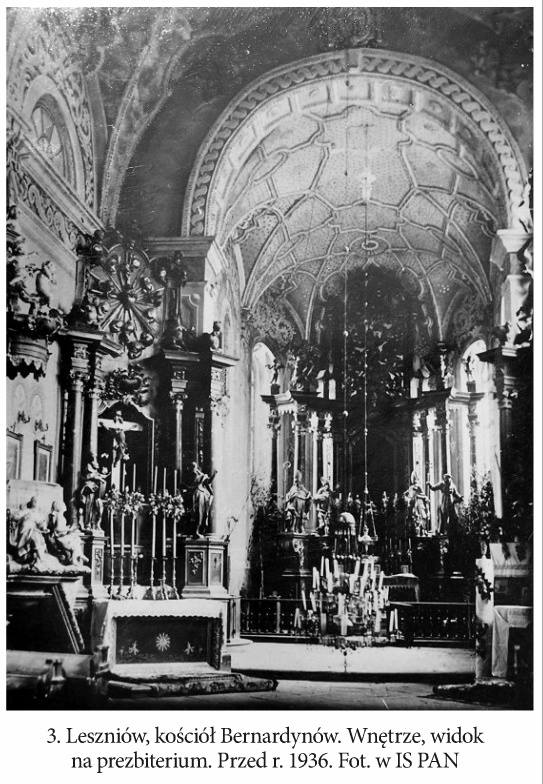
Інтер'єр костелу
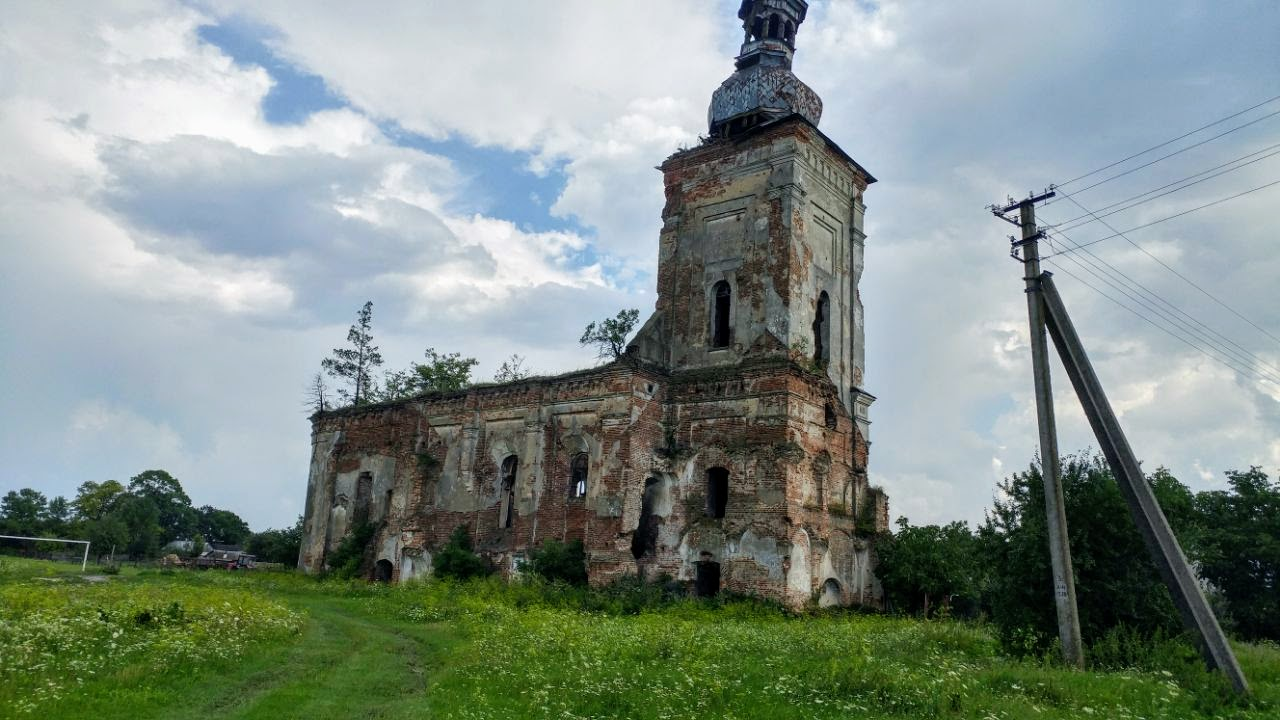
Стан костелу на 2018 рік